# 晋江市季延中学
晋江市季延中学，是一所位于福建省晋江市的省一级达标中学，由爱国华侨郭文梯先生捐资创办。

## 概述
1989年兴建，1991年开始办学。1994年破格晋升省二级达标中学，1999年通过省一级达标验收。学校占地180亩，建筑面积33500多平方米，在校学生达2600多人。2018年6月，季延中学未通过福建省教育厅一级达标学校复查，被责令限期一年进行整改。